# Prospero Cavalieri
Prospero Cavalieri CRL (* 27. Juli 1768 in Comacchio; † 1833) war ein italienischer Geistlicher, theologischer Schriftsteller, Bibliothekar und Abt.

## Leben
Im Alter von sechzehn Jahren wurde er Mitglied der Regularkanoniker der Augustiner-Chorherren vom Lateran. 1799 wurde er Vize-Bibliothekar und am 22. Februar 1817 folgte er dem verstorbenen Girolamo Baruffaldi (1740–1817) als Präfekt der Biblioteca Comunale Ariostea in Ferrara nach. Im Jahr 1818 begegnet er als Relator der Indexkongregation.

## Veröffentlichungen
- Memorie sulle vite ed opere de’ PP. abati Gian-Luigi Mingarelli e Michel-Angelo Monsagrati. Ferrara 1817.
- Notizie della pubblica biblioteca di Ferrara. Ferrara 1818.
- postum: Bibliotheca compendiosa degli uomini illustri della congregazione de’ canonici regolari del SS. Salvatore lateranensi nelle scienze e belle arti... accresciuta di nuovi arti-coli ed arrichita. Hrsg. von Vincenzo Garofali, Velletri 1836.